# Micropterix purpureopennella
Micropterix purpureopennella là một loài bướm đêm thuộc họ Micropterigidae. Nó được Heath miêu tả năm 1986. Nó được tìm thấy ở Algérie.